# St. Louis Busch Seniors
O St. Louis Busch Seniors foi um clube de futebol americano sediado em St. Louis, Missouri . O clube jogou no St. Louis Soccer Park e venceu a National Challenge Cup de 1988 .

## Títulos
Campeão Invicto
| NACIONAIS      | NACIONAIS              | NACIONAIS | NACIONAIS  |
|                | Competição             | Títulos   | Temporadas |
| -------------- | ---------------------- | --------- | ---------- |
| Estados Unidos | National Challenge Cup | 1         | 1988       |